# Villa Lina (Niederlößnitz)
Die Villa Lina liegt in der Horst-Viedt-Straße 3 im Stadtteil Niederlößnitz der sächsischen Stadt Radebeul. Sie wurde 1900/1901 nach Entwurf des Architekten Adolf Neumann errichtet. Der zugehörige, dahinterliegende Pferdestall (Remise, heute abgetrennt als Heinrich-Heine-Straße 11a) entstand 1904 nach Entwurf von Neumann, ausgeführt durch den Baumeister Alfred Große.

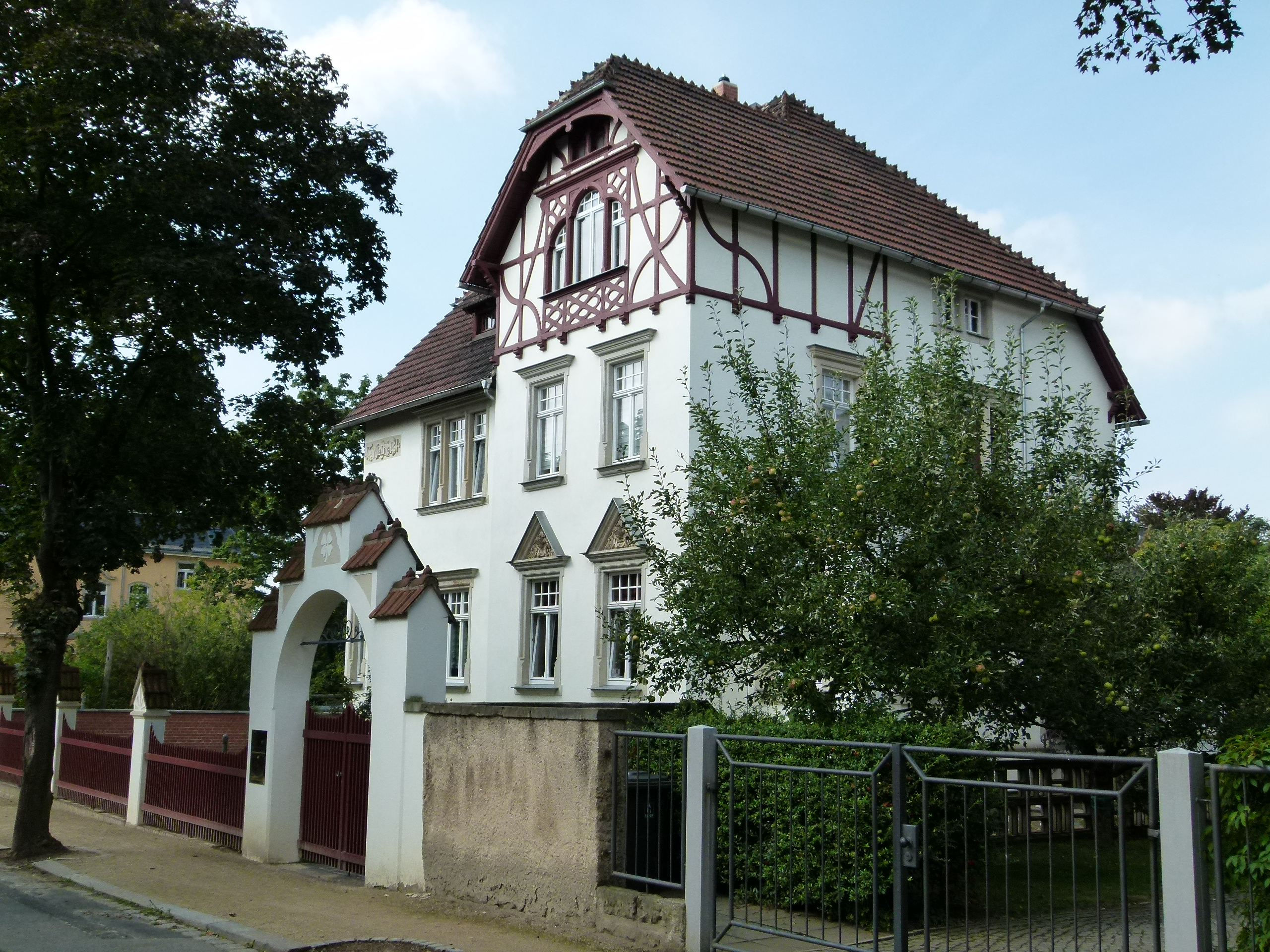
Villa Lina; links im Hintergrund steht die Mietvilla Horst-Viedt-Straße 1

## Beschreibung

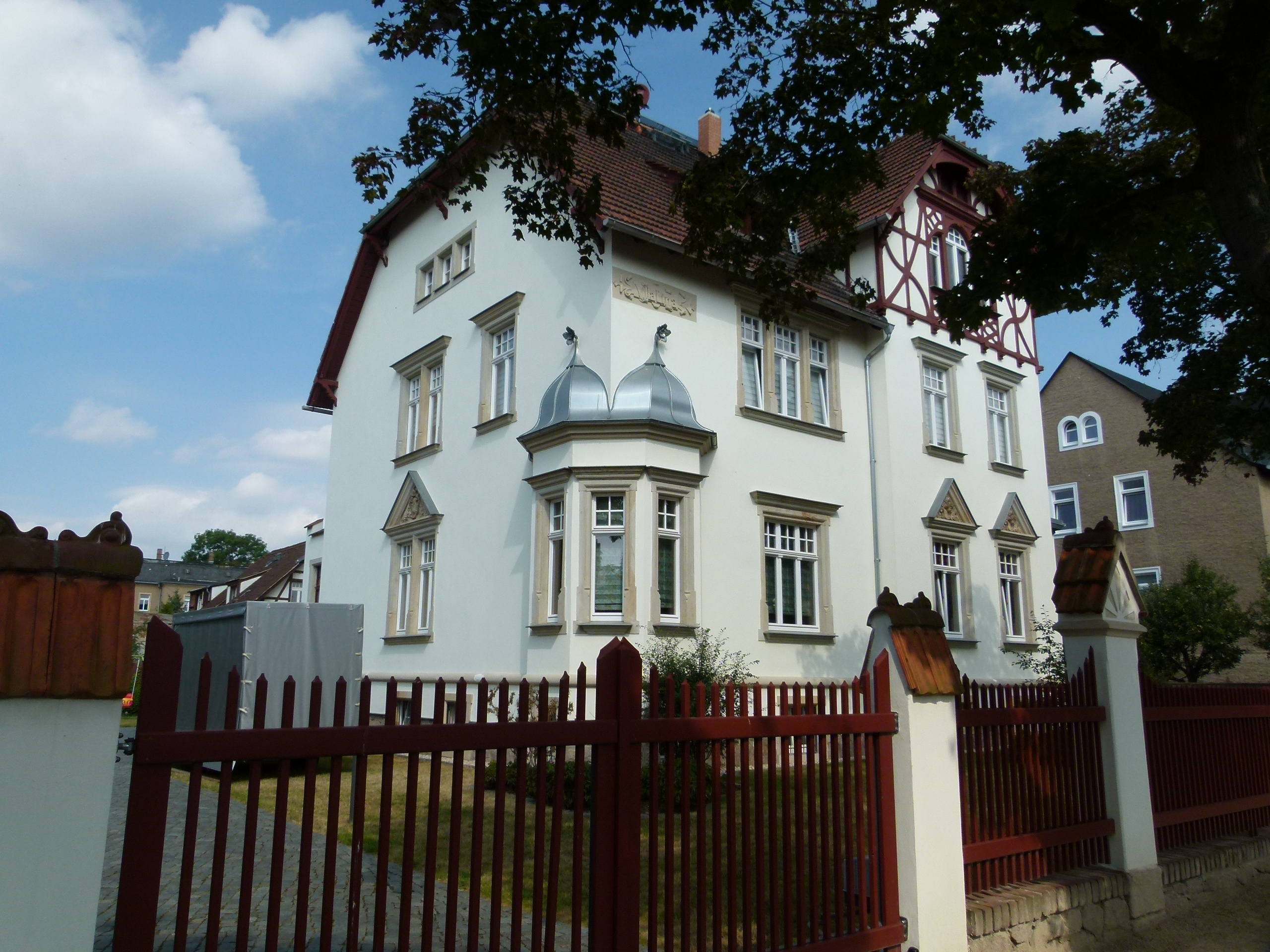
Villa Lina

### Villa Lina
Die mitsamt Einfriedung und Torbogen unter Denkmalschutz stehende villenartige Landhaus ist ein zweigeschossiges Wohnhaus mit „malerischer Aufrissbildung“. Es steht auf einem Bruchsteinsockel und hat ein ziegelgedecktes Krüppelwalmdach.
In der Straßenansicht steht rechts ein dreigeschossiger Seitenrisalit mit Krüppelwalmgiebel, der genauso wie der rechte Drempel mit Zierfachwerk geschmückt ist. Auf der linken Fassadenseite zur Straße steht ein eingeschossiger, polygonaler Standerker mit einem geschweiften Kupferdach. Auf der rechten Nebenansicht steht ein zweigeschossiger Vorbau mit dem Hauseingang, auf der Gebäuderückseite noch ein eingeschossiger Vorbau.
Die Fenster des verputzten Landhauses werden durch Sandsteingewände eingefasst und durch gerade oder Giebelverdachungen geschützt.

### Ehemalige Remise mit Kutscherwohnung

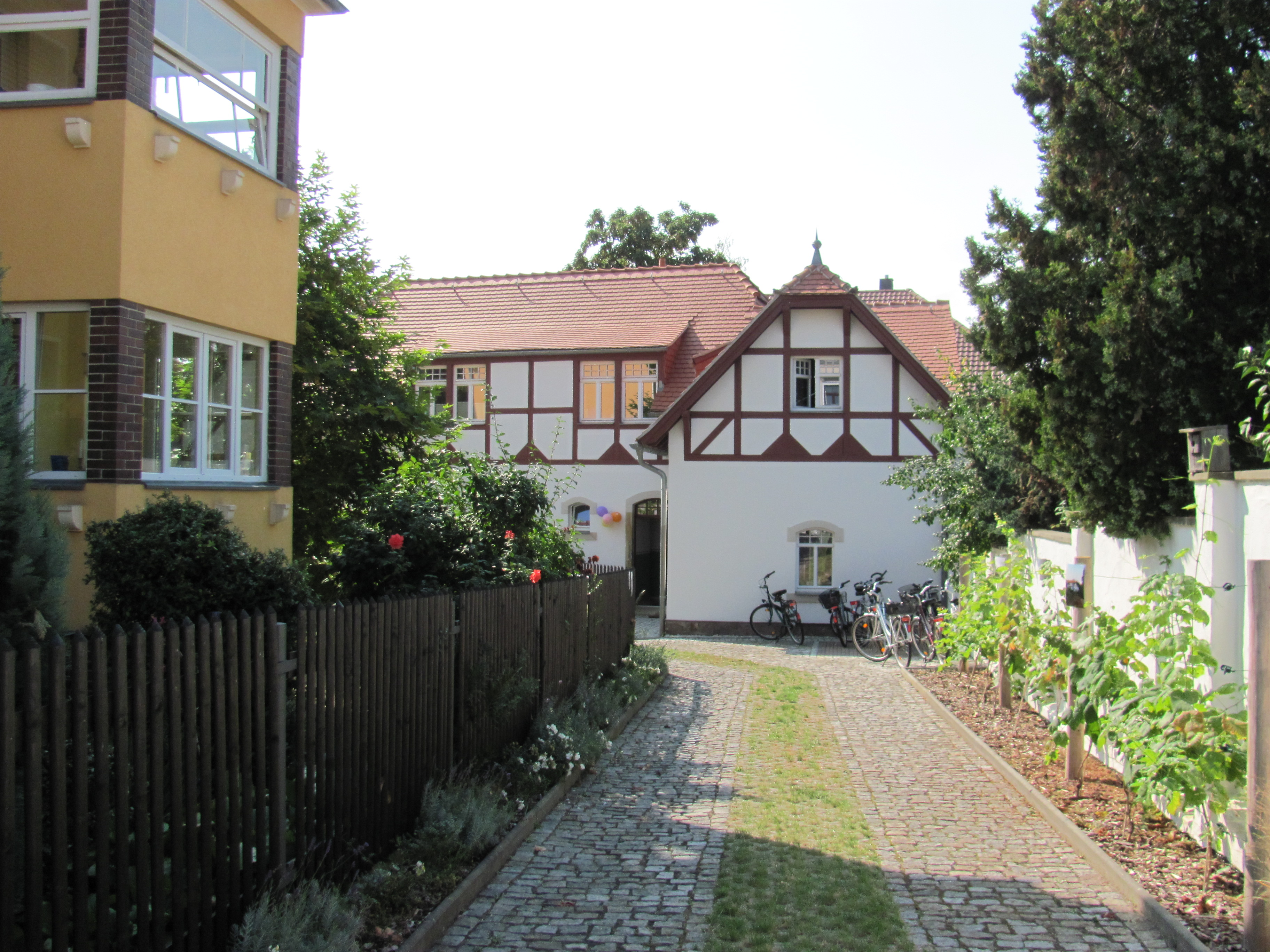
Ehemalige Remise mit Kutscherwohnung, von der Heinrich-Heine-Straße aus; heute ein Einfamilienhaus

Die ebenfalls denkmalgeschützte, ehemalige Remise mit Kutscherwohnung ist ein eingeschossiges Nebengebäude von ebenfalls „malerischer Aufrissbildung“ mit Krüppelwalmdach. Der winkelförmige Grundriss bildet nach Norden einen Innenhof. Der ziegelgedeckte Putzbau hat einen ausgebauten Fachwerkdrempel, die Giebel sind durch Zierfachwerk mit Fußwinkelhölzern geschmückt. Vor dem Giebel befand sich ursprünglich ein Weinspalier. Die Tore und Türen sind stichbogig. Der ehemalige Stall wird durch Kappengewölbe überwölbt.

## Geschichte
Der Bauantrag des Architekten Neumann erfolgte im Juni 1900, die Genehmigung wurde einen Monat später erteilt. Nach der Rohbaufertigstellung im Oktober 1900 erfolgte der Ausbau bis zur Baurevision im Juli 1901. Im Jahr 1909 wurde auf der Rückseite die Veranda angebaut.
Im Jahr 1904 hatte sich der Besitzer Franz Wunderlich einen Pferdestall entwerfen lassen, der hinten im Grundstück durch den Baumeister Alfred Große errichtet wurde. Dieses ehemalige Kutscher- und Remisengebäude wurde 1938 durch den Architekten und Baumeister Max Umlauft zu Bürozwecken umgebaut und jahrzehntelang gewerblich genutzt.
Im Jahr 2016 ist das Grundstück des Nebengebäudes von der Villa abgetrennt, es hat von der Heinrich-Heine-Straße eine eigene Zufahrt (Nr. 11a). Nach der Wende wurde das Gebäude zum Wohnhaus umgebaut. Es konnte zum Tag des offenen Denkmals 2016 besichtigt werden.